# 리처드 포
리처드 포(Richard Poe, 1946년 1월 25일 ~ )는 미국의 텔레비전 배우, 영화배우, 연극 배우, 배우이다.

## 영화
- 키스 더 워터 (2013년)
- 테레사 이즈 어 마더 (2012년)
- 번 애프터 리딩 (2008년)
- 트랜스아메리카 (2005년)
- 에드 (2000년)
- 피스메이커 (1997년)
- 스타 트렉 - 보이저: 케어테이커 (1995년)
- 스피치리스 (1994년)
- 그 남자의 방 그 여자의 집 (1993년)
- 법과 질서 (1990년)
- 7월 4일생 (1989년)
- 스타 트렉 - 넥스트 제너레이션 TV 시리즈 (1987년)